# Förster (Adelsgeschlecht)

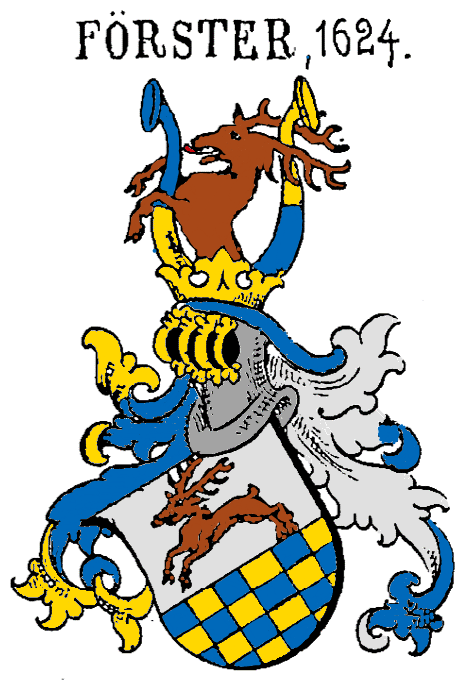
Wappen der Förster in Farbe (Vorlage: Siebmachers Wappenbuch)

Förster ist der Name einer Familie, die in der Frühen Neuzeit in Görlitz unter anderem zwei Bürgermeister hervorbrachte und 1624 in den Adelsstand erhoben wurde.

## Geschichte
Nikolaus Förster wanderte im 16. Jahrhundert aus Reichenbach nach Görlitz ein. Sein Sohn Franz Förster wurde ebenda über Jahrzehnte Ratsherr. Im Jahr 1624 ließ er sich adeln, was zur damaligen Zeit die übliche Methode war, ein Landgut erwerben zu können. Dass Hans Emmerich Franz Förster geadelt hätte, deckt sich nicht mit Emmerichs Lebensdaten.
Franz Förster hatte mit Anna, geborene Teichmann, mindestens drei Söhne: Zacharias (* vor 1609), Solomon (* 4. Februar 1616) und Karl (* 8. November 1609). Solomon heiratete am 12. November 1646 Eva Maria Scholz von Schollenstern, Tochter Nathanaels Scholz von Schollenstern. Gottfried († 1718) und Christian waren Söhne Karl Försters. Gottfried heiratete im Jahr 1700 Rosina, geborene Helwig. Johann war ein Sohn des Zacharias Förster. Karl heiratete am 4. Oktober 1638 Martha, Tochter des Christoph Staude.
Auch Siegmund Förster († 1666) gehörte offenbar zur Familie. Er heiratete Sophie, eine Tochter Gregor Gobius. Sophie heiratete nach Siegmunds Tod Gottfried Gösing, Sohn Valentin Gösings, der selbst als Witwer wiederum Anna Udalrike Förster heiratete. Anna Udalrike heiratete später Franz Straphius, der später Bürgermeister wurde.

## Wappen
Blasonierung: Geteilt, oben ein rechts (heraldisch) laufender brauner Hirsch, unten blau-golden geschacht. Kleinod: der Hirsch zwischen zwei verwechselt blau-golden geteilten Büffelhörnern. Helmdecken: blau-golden und blau-silbern.